# らーめん五丈原
らーめん五丈原（らーめんごじょうげん）は、北海道札幌市中央区に本店を構えるラーメン店。

## 概要
1994年（平成6年）に札幌市で創業して以来、数年ごとに新メニューを提供している。店長いわく「札幌の人は流行に敏感なので、常に飽きられないようにしている」という。
2000年（平成12年）にはコンビニエンスストアのサンクスと組んでご当地カップ麺などの販売も行った。
2003年（平成15年）には北海道新聞情報研究所が行ったアンケート調査で「札幌市内でひいきにしているラーメン店」として味の時計台（得票率：16.0 %）、てつや（9.2 %）、さんぱち（7.3 %）についで第4位に挙がった（純連と同率の4.9%）。

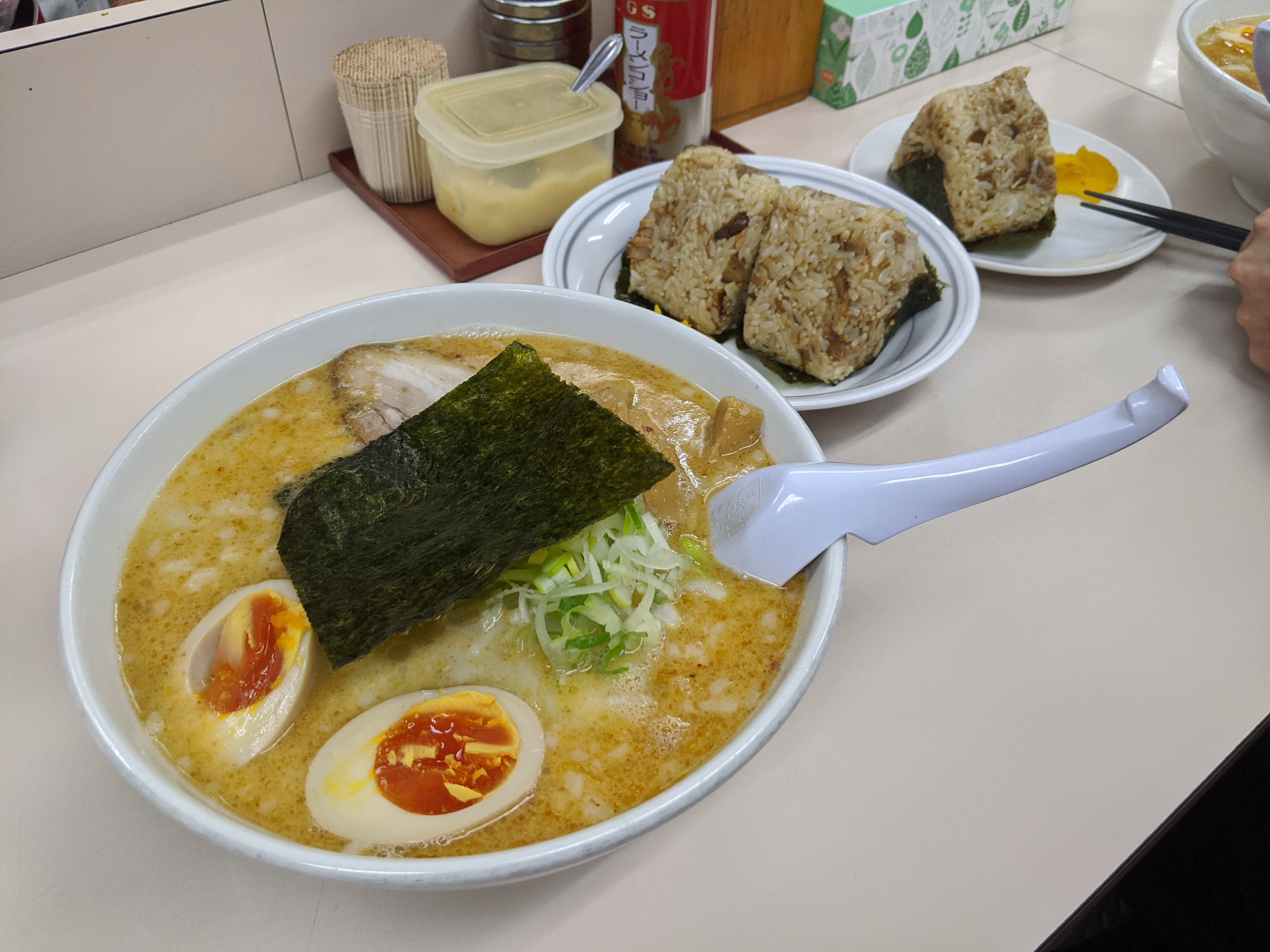
「らーめん五丈原」のとんしおラーメンとチャーシューおにぎり

北海道外のデパートで催される物産展等のイベントにも出店し、わずか3分で200人が列をつくるなど、北海道外においても人気が高い。
2020年（令和2年）には2019新型コロナウイルス（COVID-19）の感染拡大の中、KKR札幌医療センターで働くスタッフに感謝の意を示すため、チャーシューおにぎり2個入170パックを寄贈した。

## 特徴
豚骨100 ％でコクのありつつ、さっぱりしたスープと自家製チャーシューが特徴。またチャーシューおにぎりも人気がある。

## 店舗
- 本店 : 北海道札幌市中央区南7条西8丁目1024-24
- 月寒店 : 北海道札幌市豊平区月寒西1条11丁目2-4
  - 2022年7月29日に店舗老朽化の為、閉店